# Chiesa del Corpus Christi (Altamura)
La chiesa del Corpus Christi, nota anche come  chiesa di S. Cristo è stata una chiesa di Altamura situata nel centro storico, a breve distanza dalla cattedrale.

## Storia
La chiesa del Corpus Christi, che sorgeva nei locali dell'attuale via Solofrano 24, compare per la prima volta in alcuni documenti del 1490, ed aveva la qualifica di "beneficio camerale"; era, quindi, sotto la giurisdizione dell'Arciprete, il quale nominava il cappellano. Al suo interno vi era un cimitero il quale, secondo lo storico Tommaso Berloco (1973), era al servizio del pubblico e non ad uso privato, come la maggior parte degli altri sepolcreti della città, tanto che i restauri del 1622 furono a carico della fabbriceria dell'Assunta e della città. Annessa alla chiesa vi era anche un oliveto, un posto verde all'interno della città il quale scomparirà in seguito al fervore edilizio del XVII e del XVIII secolo, durante i quali le nuove costruzioni occuparono tutti gli spazi liberi della città. Alla fine del Cinquecento, compare la denominazione "Chiesa di S. Cristo" come forma corrotta del precedente Corporis Christi.
Lo studioso locale Tommaso Berloco (1973) ipotizza che l'attuale casa ottocentesca che ha inglobato la precedente chiesa sia stata costruita dopo le leggi eversive del 1866 sulla confisca dei beni ecclesiasti. In quel periodo la famiglia Chierico, che aveva alcune cariche nel Capitolo, acquistato il suolo, volle oppure dovette proseguire il culto in quei locali. La chiesa ospitava, come detto, un sepolcreto il quale risultava essere uno dei più grandi della città tanto che, secondo un'antica tradizione interrotta solo nel Novecento, il Capitolo della cattedrale in occasione delle celebrazioni del 2 novembre rivolgeva lo sguardo in direzione della chiesa del Corpus Christi. La chiesa risultava in funzione fino a metà del Novecento circa, allorché fu trasformata e adibita dalla famiglia Chierico a studio professionale. Nella seconda metà del Novecento, furono puliti i sotterranei della chiesa e, ancora nol 1973, molti ricordavano le molte camionette di ossa trasferite al cimitero di Altamura. Il relativo locale, così come l'intero palazzo Chierico, è oggi di proprietà della famiglia Marino-Berloco ed è sede di attività di ristorazione.

## La chiesa di S. Salvatore
Durante le sante visite, la chiesa di S. Salvatore risultava sempre associata a quella del Corpus Christi e, a volte, le due chiese risultano integrate in un unico edificio e questo fa ipotizzare che la chiesa di S. Salvatore dovesse essere assai vicina se non addirittura adiacente a quella del Corpus Christi. Della chiesa di S. Salvatore non resta oggi nessun ricordo fatta eccezione per le scarse notizie storiche desumibili.
In particolare, la chiesa di S. Salvatore fu cappella privata della famiglia Nuzzo (chiamata inizialmente Nucio o Nutio) anche se risulta fondata dalla famiglia Maraffino. Probabilmente era piuttosto vecchia, dal momento che già nel 1558 viene descritta come destructam. Nel Seicento, fu ceduta dai suoi proprietari al Capitolo e fu probabilmente in tale occasione incorporata nella chiesa del Corpus Christi. A partire dal 1582, i sotterranei della chiesa di S. Salvatore, in precedenza adibiti a deposito di vettovaglie (circostanza inusuale a quel tempo), furono riconvertiti a sepolcreto.
Mentre la chiesa del Corpus Christi aveva un oliveto, la chiesa di San Salvatore aveva una casa o casaleno (cioè un ambiente adibito a deposito o alla lavorazione dei formaggi di cui Altamura, ricca di greggi, era in quel periodo piena). La chiesa aveva anche al suo interno un affresco di immagine sacra la quale nelle ultime sante visite viene descritta come vetustam.